# Санти Козма е Дамјано
Санти Козма е Дамјано (итал. Santi Cosma e Damiano) је насеље у Италији у округу Латина, региону Лацио.
Према процени из 2011. у насељу је живело 753 становника. Насеље се налази на надморској висини од 167 м.

## Становништво
Према резултатима пописа становништва 2011. у општини је живело 6.882 становника.
| 1936. | 1951. | 1961. | 1971. | 1981. | 1991. | 2001. | 2011. |
| ----- | ----- | ----- | ----- | ----- | ----- | ----- | ----- |
| 4.030 | 3.148 | 2.882 | 2.695 | 3.521 | 4.831 | 6.532 | 6.882 |